# Sint-Eligiuskerk (Yvoir)

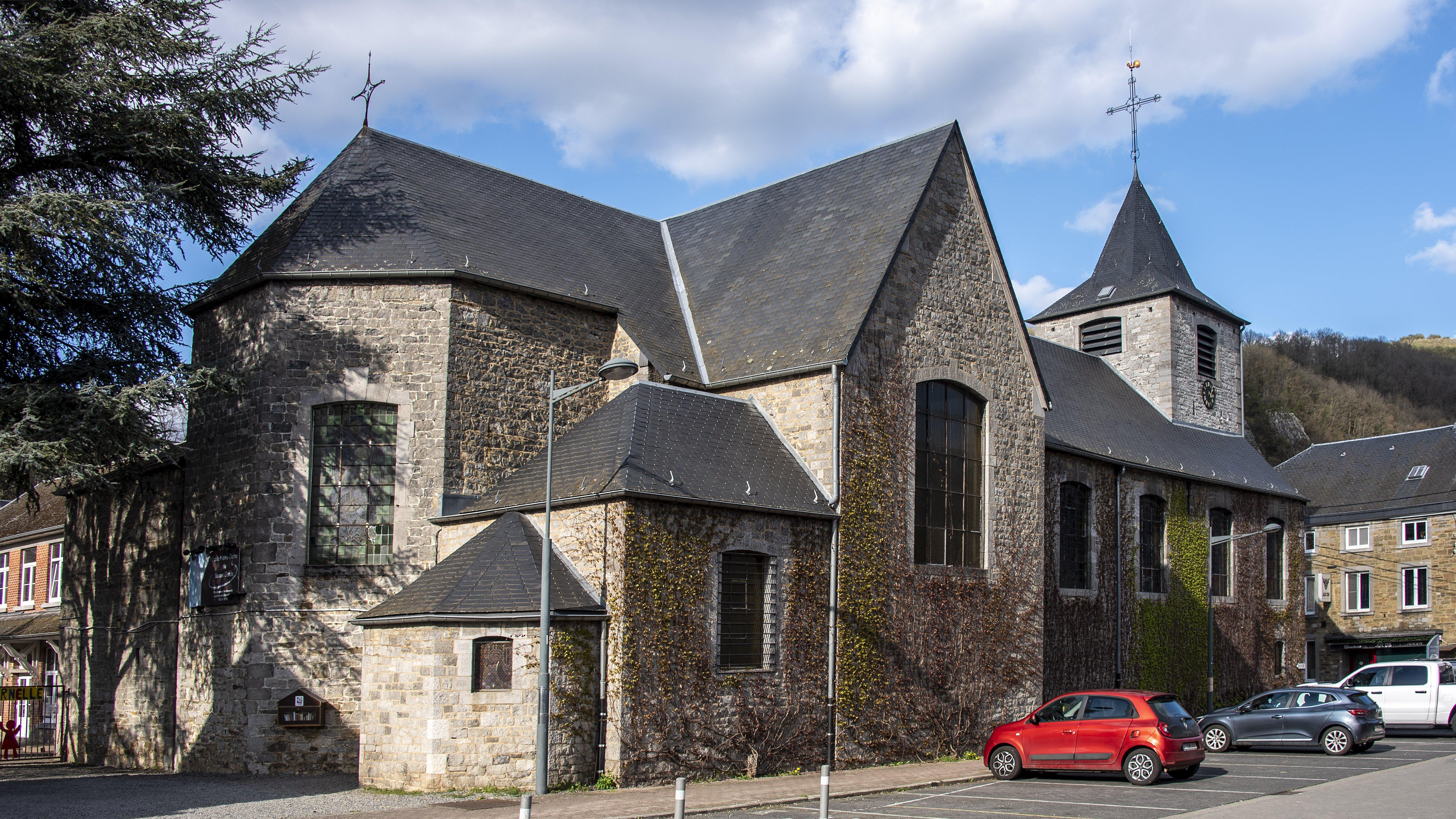
De Sint-Eligiuskerk

De Sint-Eligiuskerk (Frans: Église Saint-Eloi) is een kerkgebouw in de Belgische gemeente Yvoir. De kerk is toegewijd aan Eligius, de patroonheilige van de smeden, een verwijzing naar de lokale metallurgie in de 16e eeuw (zie Bauche).

## Historiek
Voor de 16e eeuw kende Yvoir geen gebedshuizen. De inwoners moesten de Maas oversteken en naar Senenne (een plaats in Anhée) gaan om diensten te volgen, wat moeilijk was bij hoogwaterstand. De bisschop van Luik, Joris van Oostenrijk, gaf hen op 3 oktober 1556 toestemming om een kapel te bouwen, op eigen kosten en als deel van de parochie van Senenne. Alle sacramenten mochten er toegediend, behalve het huwelijk. De kapel werd waarschijnlijk gebouwd op de plaats van de huidige kerk.
Het was pastoor Jacques Misson die in 1761 het initiatief nam om deze kerk te bouwen. Het is een classicistisch gebouw, bestaande uit een kerkschip en een transept maar zonder zijbeuken. Het transept is een toevoeging van 1888.
Een grafsteen in de vloer verwijst naar Jacques Dumont, die ploegbaas was in een van de lokale hoogovens, overleden op 2 maart 1649. In 1893 werden er glasramen geplaatst, en het priesterkoor werd vergroot in 1934.

## Afbeeldingen

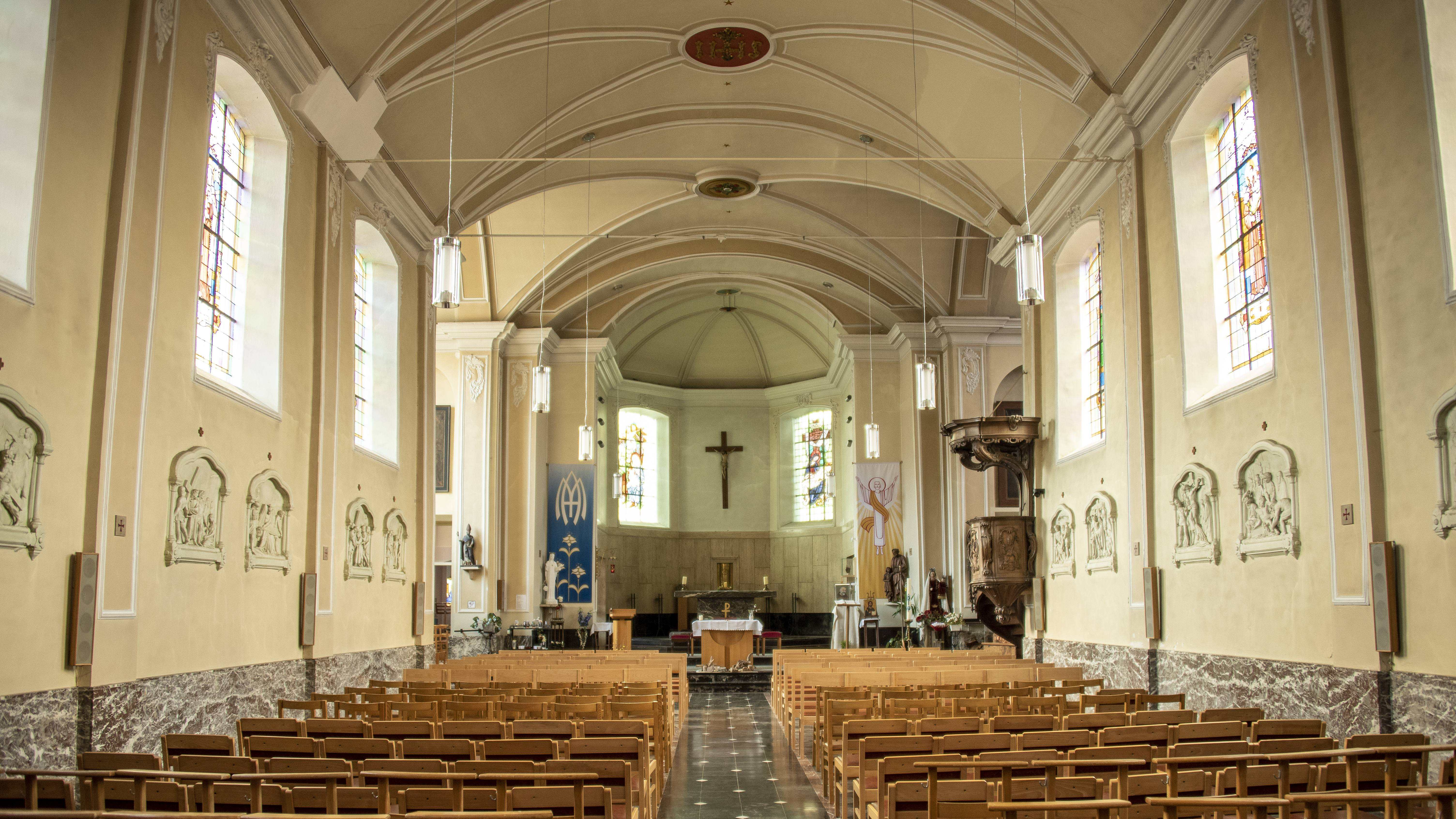
Kerkschip en koor
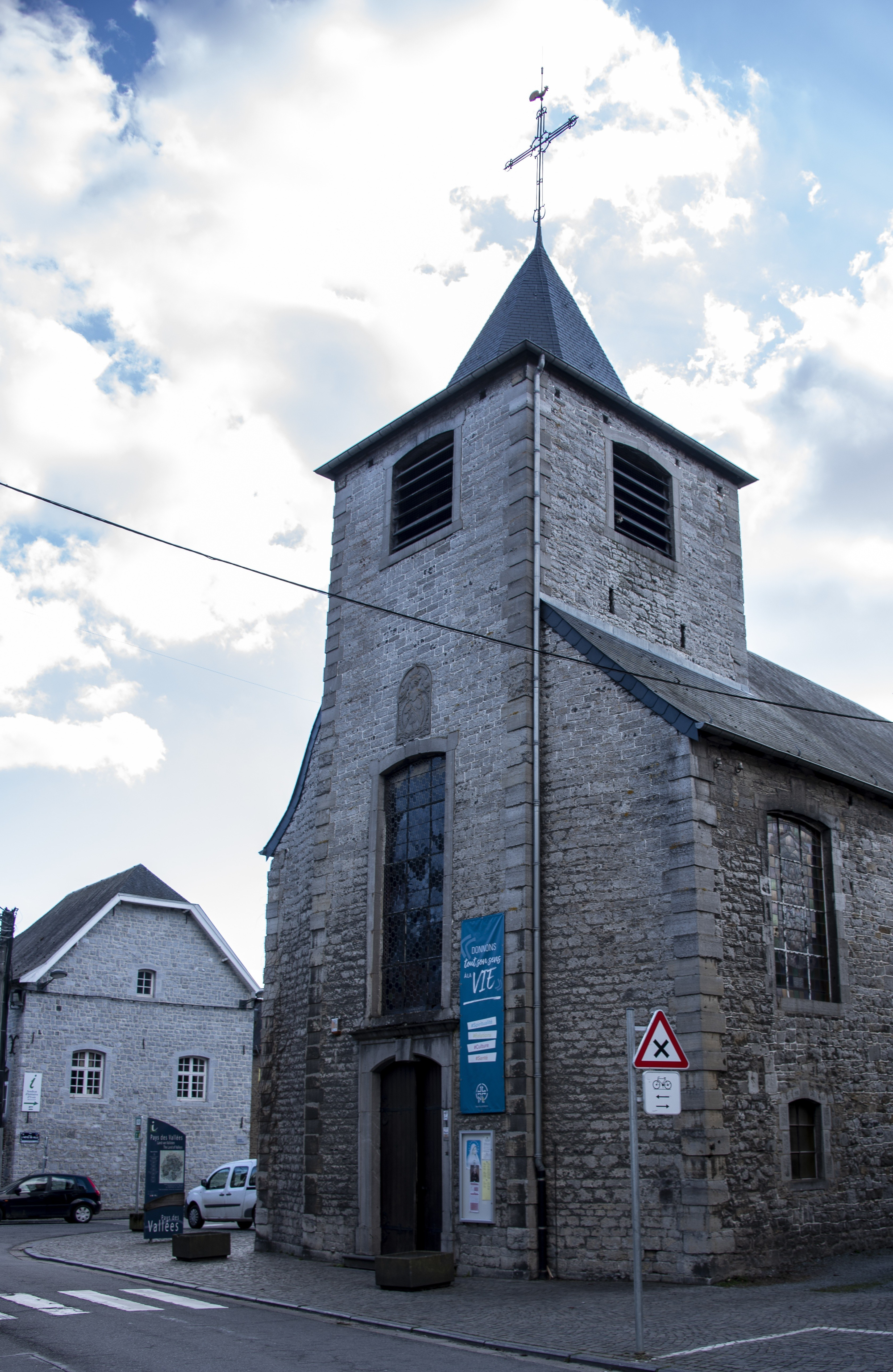
Kerktoren
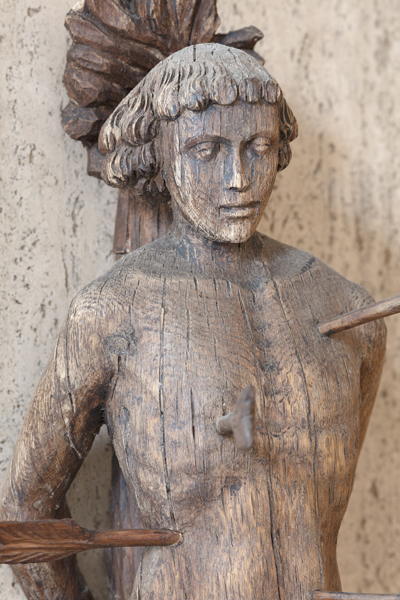
H. Sebastiaan
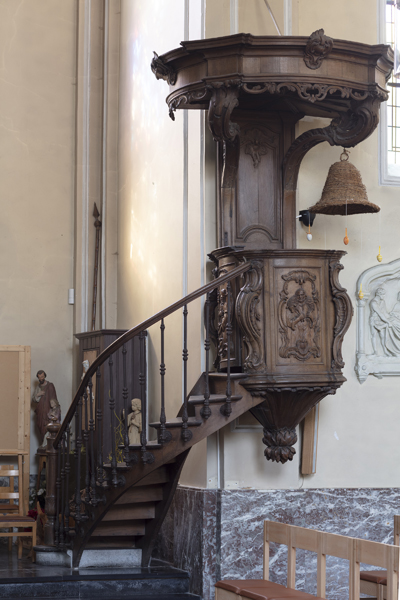
Preekstoel
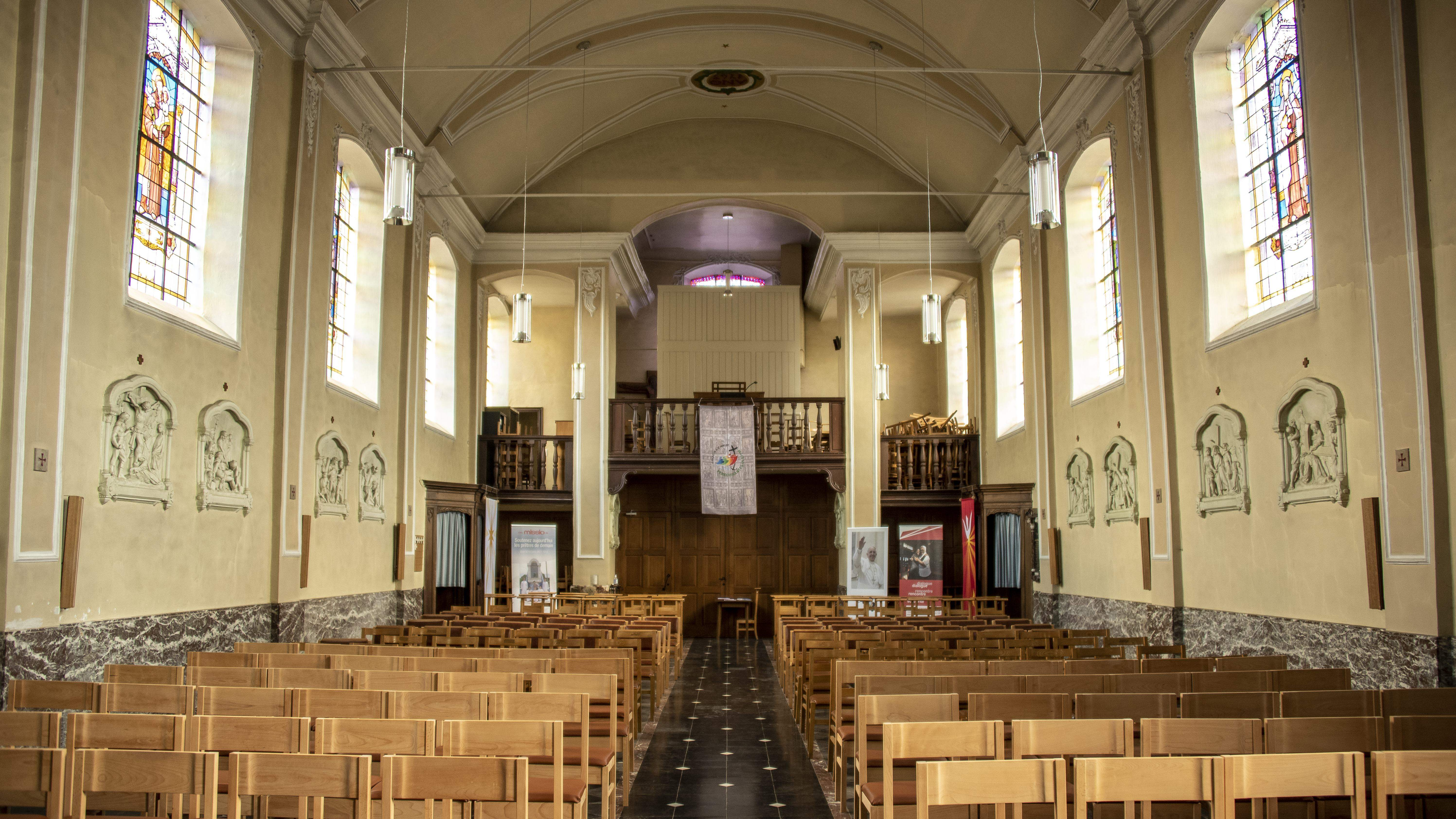
Achterzijde met kerkorgel